# Citalopram
Citalopram (obchodní názvy: Celexa, Citalec, Seropram, Citalom, Apo-Cital apod.) je antidepresivum třídy selektivní inhibitor zpětného vychytávání serotoninu (SSRI). Lék je americkým úřadem Food and Drug Administration (FDA) schválen za účelem léčby deprese, a to od roku 1998. Občas bývá předepisován off-label i k jiným účelům než je léčba deprese (například migrény). V Austrálii, UK, Německu, Portugalsku, Polsku a ve většině evropských zemí je licencován pro léčbu depresivních epizod a panické poruchy (ať už s agorafobií nebo bez ní). Ve Španělsku a Dánsku se také používá při léčbě obsedantně kompulzivní poruchy.

## Lékařské využití

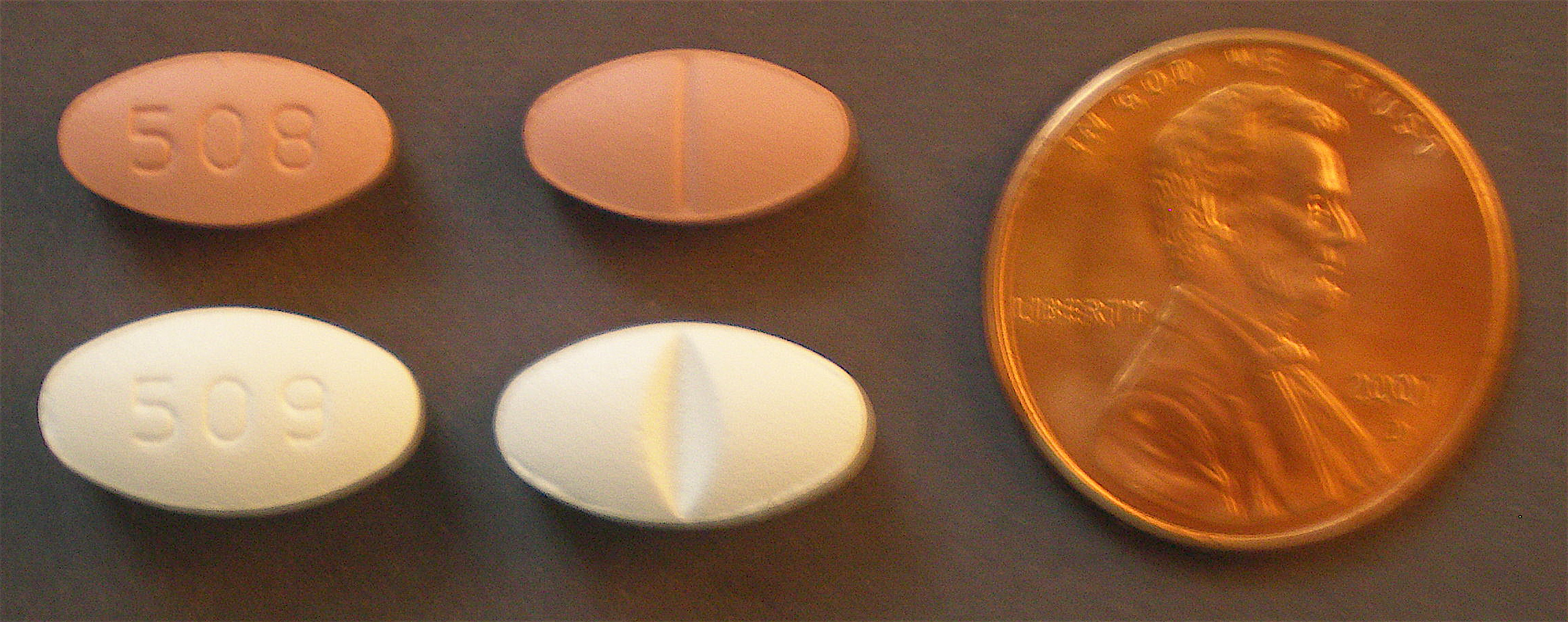
Citalopram HBr tablety 20 mg (korálová) a 40 mg (bílá). Vpravo pro porovnání americká mince o hodnotě 1 cent.

### Deprese
V institutu národního zdraví (NICE) ve Spojeném království se v žebříčku vyhodnocujícím 10 různých antidepresiv co do ceny a účinnosti umístil citalopram na 5. místě co do účinnosti (po mirtazapinu, escitalopramu, venlafaxinu a sertralinu) a na 4. místě co do ceny. Vyhodnocení bylo založeno na meta-analýze Andrea Ciprainiho. V další analýze Ciprianiho byl citalopram shledán více efektivním než paroxetin a reboxetin a více akceptovatelný než tricyklická antidepresiva, reboxetin a venlafaxin, nicméně byl méně účinný než escitalopram.
Důkazy o efektivitě citalopramu při léčbě deprese u dětí jsou nejasné.

### Panická porucha
Citalopram je registrován ve Spojeném královstvíI a dalších evropských zemích za účelem léčby panické poruchy, ať už s agorafobií nebo bez ní. Dávka je 10 mg/den po dobu jednoho týdne, poté se zvyšuje dávka na 20–30 mg/den; maximální denní dávka je 40 mg/d.

## Historie
Citalopram byl poprvé syntetizován v roce 1972 chemikem Klausem Bøgesøem a jeho výzkumnou skupinou z farmaceutické firmy Lundbeck a poprvé byl uveden na trh v roce 1989 v Dánsku. V roce 1998 byl poprvé uveden v USA. Patent vypršel v roce 2003, kdy další firmy mohly začít legálně vyrábět generické verze léku. Firma Lundbeck přišla s escitalopramem a získala na něj nový patent.

## Pokuta od Evropské komise
Dne 19. června 2013 udělila Evropská komise sankci ve výši 93,8 milionů eur dánské farmaceutické společnosti Lundbeck, plus dalších 52,2 milionů eur několika dalším farmaceutickým firmám zaměřeným na výrobu generik. Tyto pokuty byly reakcí na dohodu mezi společností Lundbeck a několika dalšími, že tyto uvedou své generické verze citalopramu na trh až s určitým zpožděním po vypršení původního patentu firmy Lundbeck.